# Sottodistretto di Idlib
Il Sottodistretto di Idlib (in arabo ناحية مركز إدلب‎?) è un nahiyah (sottodistretto) siriano situato nel distretto di Idlib a Idlib . Secondo il Syria Central Bureau of Statistics (CBS), nel censimento del 2004 il sottodistretto di Idlib aveva una popolazione di 126.284 abitanti.